# Rine Geveke
Riemkje Geveke, beter bekend als Rine Geveke (Gorredijk, 25 juni 1915 – Lutjebroek, 22 januari 2006), was de eerste vrouwelijke opnameleider van grammofoonplaten in Nederland.

## Loopbaan
Geveke produceerde voor Phonogram meer dan 2800 platen. Zij kreeg de Gouden Harp en Willy Alberti liet een van zíjn gouden platen omsmelten tot een ketting die hij Geveke gaf bij haar afscheid in 1978 in het Amsterdamse Concertgebouw. Zij nam de platen op van Wim Sonneveld, Max van Praag, Malando, Pipo de Clown, Corry Brokken, Urker Mannenkoor. Met Feike Asma reise zij door het land om orgelconcerten op te nemen. Haar laatste plaat was de eerste plaat van Youp van 't Hek.
Geveke werd geboren in Gorredijk. Haar vader had een ijzerwarenzaak en kocht op de Leipziger Messe voor haar een accordeon. Ze zong, speelde piano en viool. Ze deed handelscorrespondentie Frans, Duits en Engels en werd secretaresse bij de Bataafse Petroleum Maatschappij in Amsterdam, daarna - in 1948 - bij Decca, dat door Philips werd overgenomen. Zij verving haar zieke baas en stelde voor een platenserie Music for the Millions te maken. De serie werd een ongekend succes.
De eerste plaat die zij als programmaleider, in 1957, maakte was Ik sta op wacht van Joop de Knegt.
In 1978 ging Geveke met pensioen. Zij overleed op 90-jarige leeftijd.